# Acacia cheilanthifolia
Acacia cheilanthifolia är en ärtväxtart som beskrevs av Emilio Chiovenda. Acacia cheilanthifolia ingår i släktet akacior, och familjen ärtväxter. Inga underarter finns listade i Catalogue of Life.